# 大話骰

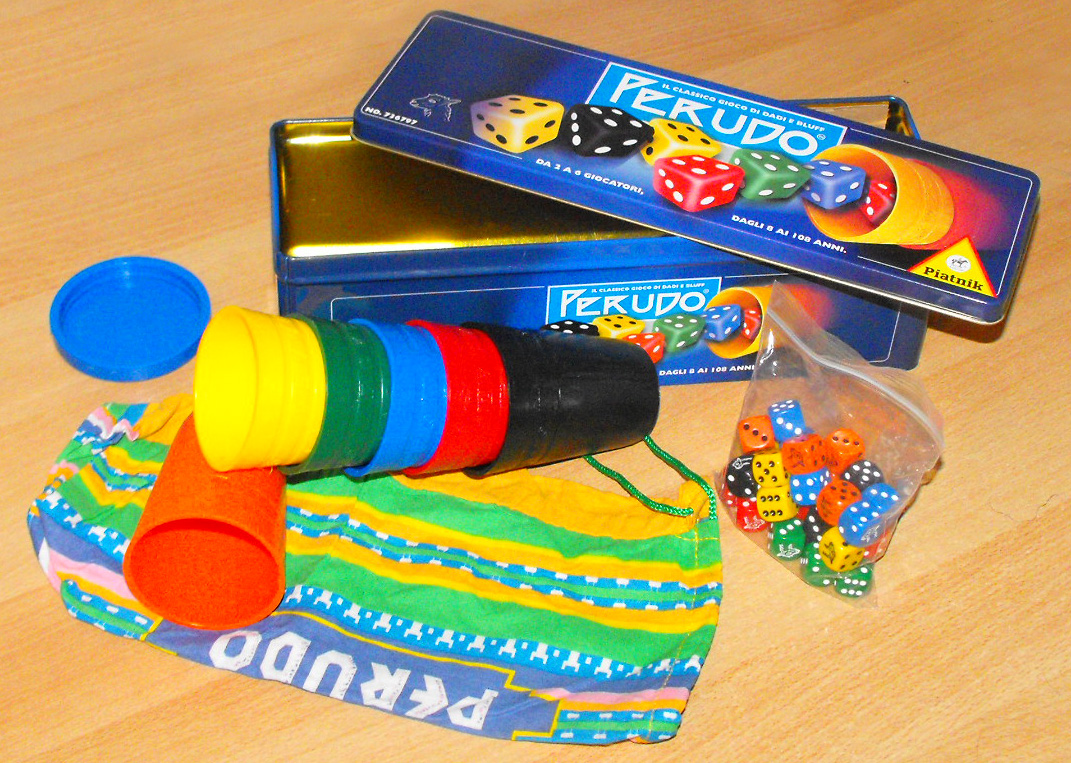
原版大话骰

大話骰（西班牙语：Perudo）（「大話」是粵語中的「謊話」），又稱步步高陞，在台灣叫「吹牛」，是一種骰子遊戲。世界上有兩種「大話骰」遊戲，一種需要借助撲克牌，另一種不需要。無須借助撲克的「大話骰」遊戲是香港酒吧內非常流行的遊戲，顧客喜歡在酒吧內遊玩這遊戲，因為輸了的參加者要喝酒。另外，大話骰在台灣也因為綜藝節目「小氣大財神」而非常流行。

## 遊戲規則

### 香港酒吧玩法
注意：以下遊戲規則是根據香港酒吧顧客的共通規則，其他地區的遊戲規則有所不同。
遊戲人數最少兩人。每一位玩家有一個藏有5顆骰子的骰盅。
開始遊戲時，所有玩家同時搖動骰盅，然後自己看骰盅裡面的骰子，不讓其他人看到。
指定一位玩家，該人喊出「X個Y」，即是預料所有玩家共有至少X顆面向天的Y點數骰子，X至少為玩家數。如玩家有五位，該玩家喊出「五個2」，即他預料五位玩家中，最少有五顆骰子，向天顯示「2點」。該玩家然後決定任一側玩家成為下一位玩家，下一位玩家可喊出新的骰子數目和點數，或者不信任上一位玩家的叫喊，這時候各玩家可重複看自己的骰子。
如果喊出新的骰子數目和點數，X必須大於或等於上一次叫喊的，但如果X與上一位的相同的話，Y的點數必須大於上一位；如果X大於上一位的，Y的點數無須大於上一位。
骰子上的「1點」是通用，可代表任何點數。
每一位玩家叫新的骰子數目和點數，直至有玩家認爲全場骰子點數之和并沒有上一位玩家喊得那麽多，該玩家就可以喊「開」打開全場所有骰盅。如果全場骰子之和有上一位玩家喊的那麽多，要求打開骰盅的玩家需要喝酒。少於的話，最後叫喊X個Y點者需要喝酒。
失敗者喝完酒後，遊戲從失敗者處重新開始。遊戲引人入勝之處是玩家可以誇大骰子數目和點數（正是「大話」的意思），希望逃避喝酒，但有機會弄巧成拙。

### 術語
- 「開」，打開所有人的骰盅并統計，如上家吹牛則上家罰酒，如上家叫骰屬實則開骰者罰酒。
- 「齋」，即純的數字，不含「1點」。喊「六個Y齋」可壓制普通雜色的「六個6」(含一的六個6，六個6非齋)，而六個1是六個Y齋中最大的，大於六個6齋。
- 「飛」，也作「非齋」，回到雜色的狀態，如果想要用非齋點數壓制齋骰點數，骰子數Y需要至少加兩個起叫（個別玩法需要「Double」，即雙倍的非齋點數）。
- 「劈」，強行開骰盅并将罰酒加为雙倍。「劈」亦可無視順序開啓特定玩家的骰盅。
- 「反劈」，反擊劈人者，罰酒在「劈」的基礎上再加倍。
- 「開兩家」，懷疑兩個玩家都在撒謊可以同時挑戰，也可「開多家」甚至「劈两家」、「劈多家」。
- 「单骰」，5個骰子點數各不同，可出示后重搖，但次數不能超三次否則罰酒。
- 「围骰」或「爆子」，骰盅内含1全为一个数，加一，即非斋的五个2可以当六个2用。
- 「全圍」或「纯爆」，骰盅全都为一个数，加二，即斋五个2可以当七个2用 (個別玩法可當十二個2用，因爲可以喊出很大的數字，更爲刺激)。

### 籌碼模式
是大話骰的另一種變體，現在兩人在玩，A骰出了四個6點跟一個1點，由於1是百搭，所以骰面肯定有五個6點。A喊了個四個5，B可選擇喊四個6、五個以上的5，或是五個以上的任意數字，假設B喊出了五個5，A再喊五個6，此時B喊開，由於骰面真的有五個6點，所以B喊輸。若是換成有下注籌碼的玩法，則是開始叫喊時壓一最小注，下一位叫喊者也壓一個最小注，如此累積下來，直到有參加者喊開為止，屆時桌上所有籌碼都歸該局勝利者所有。

### 競賽模式
在國際通用的競賽模式中，遊戲基本背景與以上的香港玩法相同，不過卻添加數項規則。玩家若認為上家說謊，可開骰（Dudo），若驗明後為說謊，則失去一粒骰，否則，開骰者失去一粒骰。除了叫新的骰或開骰外，玩家亦可選擇叫相同（Calza），然後若點數相同，該玩家可加回一粒骰，但總骰數上限為5，即若未有失去骰時，即時猜中相同亦不能加骰。若一名玩家失去所有骰後便出局，最後一名在場者為贏家。

## 範例
以李懿與吳宗憲在2015年10月3日播出的綜藝玩很大中第二局對弈為範例。吳宗憲骰出：3,3,3,5,6，李懿骰出4,3,2,1,1
| 輪數 | 吳宗憲 | 李懿 |
| ---- | ------ | ---- |
| 一   | 3個2   | 3個4 |
| 二   | 4個3   | 5個3 |
| 三   | 5個4   | (抓) |

吳宗憲喊了5個4。然而，實際上只有一個4。所以李懿挑戰吳宗憲是成功的。

## 遊戲技巧
當玩家手上有兩個以上的相同點數（例如兩個2），同時又有「一點」存在，骰面算是好牌，叫喊時可以先就自己沒有的點數開始喊，以利觀察其他參加者的反應；或是逆向操作，從頭到尾都喊自己最多的點數，並且愈誇大愈好，加深對方以為你在騙人的假象。若是骰面不好，例如骰到順子「12345」這種沒有重複的點數，可以先把「一點」喊掉，以防其他參加者把「一點」拿來當百搭使用，減少點數累積的機會。

## 小註
在2006年上映的中也有一個「大話骰/吹牛」的橋段。